# Aristosyrphus melanoptera
Aristosyrphus melanoptera är en tvåvingeart som först beskrevs av Barretto och Lane 1947.  Aristosyrphus melanoptera ingår i släktet Aristosyrphus och familjen blomflugor. Inga underarter finns listade i Catalogue of Life.